# Osie Johnson
James Johnson, ps. „Osie” (ur. 11 stycznia 1923 w Waszyngtonie, zm. 10 lutego 1966 w Nowym Jorku) – afroamerykański muzyk jazzowy, perkusista, aranżer i wokalista.

## Życiorys
Uczęszczał do Armstrong Highschool, w której jego kolegami z klasy byli przyszli znani saksofoniści jazzowi – Leo Parker i Frank Wess. Uczył się tam oraz prywatnie teorii muzyki oraz zasad harmonii, i doskonale czytał nuty. W 1941 rozpoczął pracę zawodową jako muzyk. W latach 1942–1943 grał w zespole pianisty Sabby’ego Lewisa w Bostonie. Następnie otrzymał powołanie do U.S. Navy. Grał w orkiestrze marynarki od 1944 do 1945. Po zwolnieniu z wojska przez pięć lat pracował jako „wolny strzelec” w Chicago. Później przeniósł się do Nowego Jorku.
W latach 50. i połowie 60. był jednym z najbardziej poszukiwanych perkusistów w Wielkim Jabłku. Jako muzyk studyjny uczestniczył w setkach nagrań. W latach 1951–1953 grał w zespole pianisty Earla Hinesa. Występował także w grupach pianistki Dorothy Donegan i saksofonisty Illinois Jacqueta.
W 1947 pojawił się razem z pianistą Theloniousem Monkiem i kontrabasistą Ahmedem Abdulem-Malikiem w programie „The Sound of Jazz”. Był to jeden z odcinków poświęconej kulturze i sztuce antologii telewizji CBS „The Seven Lively Arts”.
Zmarł przedwcześnie wskutek niewydolności nerek. Miał 43 lata.

## Muzycy, z którymi nagrywał
Mose Allison, Harry Belafonte, Clifford Brown, Ray Bryant, Kenny Burrell, Jimmy Cleveland, Arnett Cobb, Al Cohn, Henry Coker, Bob Brookmeyer, Bobby Darin, Art Farmer, Charlie Fowlkes, Aretha Franklin, Curtis Fuller, Paul Gonsalves, Bennie Green, Freddie Green, Urbie Green, Tiny Grimes, Gigi Gryce, Lionel Hampton, Johnny Hartman, Coleman Hawkins, Milt Hinton, Johnny Hodges, Lena Horne, Bill Hughes, Illinois Jacquet, Eddie Jefferson, Hank Jones, Quincy Jones, Thad Jones, Budd Johnson, J.J. Johnson, Dick Katz, Junior Mance, Wendell Marshall, Gary McFarland, Howard McGhee, Carmen McRae, Helen Merrill, Joe Newman, Oscar Pettiford, Bud Powell, Della Reese, George Russell, Pee Wee Russell, Shirley Scott, Zoot Sims, Sonny Stitt, Buddy Tate, Billy Taylor, Ben Webster, Frank Wess, Ernie Wilkins, Cootie Williams, Joe Williams, Kai Winding, Phil Woods

## Wybrana dyskografia
- 1955
  - Johnson's Whacks – Osie Johnson and His Combos (Period Records)
  - Swingin’ Sounds – Osie Johnson’s All-Stars (Jazztone)
- 1956 Osie Johnson and His Orchesta – A Bit of the Blues (RCA Victor)
- 1957 The Happy Jazz of Osie Johnson (Bethlehem)
- 1999 Osie's Oasis (Original Jazz Classics)